# Kill Your Idols
Kill Your Idols (KYI) és un grup estatunidenc de hardcore punk de Nova York, actiu del 1995 al 2007 i de nou del 2013 fins a l'actualitat. La banda va prendre el seu nom del títol d'una cançó de Situated Chaos, una banda de hardcore de Long Island que existia als anys 1990. Els membres fundadors, Andy West i Gary Bennett, van triar el nom perquè la lletra de la cançó reflectia com se sentien pel hardcore.
Els membres de KYI citen a Poison Idea, Negative Approach, Sheer Terror, Agnostic Front, Minor Threat, Warzone, Sick of It All i 7 Seconds com a algunes de les seves influències. El seu so és ràpid i agressiu amb dues guitarres amb reminiscències metaleres, rematat per veus cridades però a la vegada melòdiques. Tot i inspirar-se en les escenes hardcore californianes i de Washington DC, és considerada una banda de New York hardcore.

## Discografia

### Àlbums d'estudi
- 2000 - No Gimmicks Needed (Blackout!)
- 2001 - Funeral for a Feeling (SideOneDummy)
- 2002 - Kill Your Idols (Reflections)
- 2003 - The Skinnier Years (State of Grace)
- 2005 - From Companionship to Competition (SideOneDummy)

### Àlbum en directe
- 2005 - Live at CBGB's (Blackout!)

### Recopilatori
- 2008 - Something Started Here 1995-2007 (Lifeline)

### EP
- 1997 - EP (None of the Above Music)
- 1999 - This Is Just the Beginning (Blackout!)
- 2002 - The Skinnier Years (Vicious Circle Records)
- 2006 - For Our Friends (Underestimated Records)
- 2007 - Salmon Swim Upstream (Vicious Circle Records)

### Compartits
- 1998 - I Hate The Kids (amb Fisticuffs, Motherbox Records)
- 2000 - Kill Your Idols / The Nerve Agents (Mankind)
- 2000 - Voorhees / Kill Your Idols (Indecision Records)
- 2001 - Kill Your Idols / Good Riddance (Jade Tree Records)
- 2003 - Kill Your Idols / Crime in Stereo (Blackout! Records)
- 2004 - Kill Your Idols / Full Speed Ahead (Hellbent Records)
- 2006 - Bipolar Hardcore (amb Poison Idea, TKO Records)
- 2022 - Kill Your Idols / Rule Them All (Flatspot Records)[4]